# Franky Gee
Franky Gee, właśc. Francisco Alejandro Gutierrez (ur. 19 lutego 1962 w Hawanie, zm. 22 października 2005 w Palma de Mallorca) – amerykański piosenkarz pochodzenia kubańskiego, członek zespołu "Captain Jack". Po urodzeniu jego rodzina wyemigrowała do Miami, następnie przeniósł się na Majorkę, po ukończeniu studiów został zwerbowany do amerykańskiej armii, która stacjonowała w Niemczech. Tam rozpoczął swoją karierę jako disc jockey. W dniu 17 października 2005 podczas spaceru z synem doznał wylewu krwi do mózgu, zapadł w śpiączkę i po kilku dniach zmarł.